# Josiel Núñez
Josiel Alberto Núñez Rivera (ur. 29 stycznia 1993 w mieście Panama) – panamski piłkarz występujący na pozycji środkowego lub ofensywnego pomocnika, reprezentant Panamy, od 2024 roku zawodnik hiszpańskiego Alcorcón.

## Kariera klubowa
Núñez pochodzi z Curundú, jednej z dzielnic (corregimiento) stołecznego miasta Panama. Jest wychowankiem akademii juniorskiej klubu CD Plaza Amador. Do pierwszej drużyny został włączony w wieku dziewiętnastu lat przez szkoleniowca Leonicio de la Flora i w Liga Panameña zadebiutował 9 września 2012 w zremisowanym 2:2 spotkaniu z Chorrillo. Już kilka miesięcy później został podstawowym piłkarzem ekipy i premierowego gola w najwyższej klasie rozgrywkowej strzelił 16 sierpnia 2013 w wygranej 2:0 konfrontacji z Río Abajo. W jesiennym sezonie Apertura 2015 został wybrany w oficjalnym plebiscycie LPF do najlepszej jedenastki rozgrywek. W styczniu 2016 ogłoszono, iż jego karta zawodnicza została wykupiona przez meksykańskie przedsiębiorstwo Grupo Pachuca z zamiarem umieszczenia go w jednym z tamtejszych klubów. Ostatecznie do transferu jednak nie doszło, a zawodnik pozostał w Plazie Amador, gdzie w wiosennym sezonie Clausura 2016 jako kluczowy piłkarz w taktyce trenera Jaira Palaciosa zdobył mistrzostwo Panamy.
W czerwcu 2016 Núñez został wypożyczony do wenezuelskiego Atlético Venezuela. W wenezuelskiej Primera División zadebiutował 3 lipca 2016 w przegranym 0:1 meczu z Estudiantes de Mérida, a ogółem barwy drużyny ze stołecznego Caracas reprezentował przez pół roku bez poważniejszych osiągnięć. Po powrocie do kraju spędził jeszcze pół roku w Plazie Amador, po czym przeniósł się do stołecznego CD Árabe Unido. W sierpniu 2017 przebywał na testach w słowackim DAC 1904 Dunajská Streda, gdzie występował jego rodak Eric Davis, lecz nie znalazł tam zatrudnienia. W sezonie Apertura 2017 zdobył z Árabe tytuł wicemistrza Panamy.

## Kariera reprezentacyjna
W lutym 2013 Núñez został powołany przez Javiera Wanchope'a do reprezentacji Panamy U-20 na Mistrzostwa Ameryki Północnej U-20. Na meksykańskich boiskach wystąpił w dwóch z trzech możliwych spotkań (z czego w jednym w wyjściowym składzie), zaś jego kadra odpadła z turnieju w ćwierćfinale, przegrywając z Salwadorem (1:3) i nie zakwalifikowała się na rozgrywane cztery miesiące później Mistrzostwa Świata U-20 w Turcji. W marcu tego samego roku znalazł się w składzie na Igrzyska Ameryki Środkowej w San José; tam rozegrał z kolei jeden z dwóch możliwych meczów (jako rezerwowy). Podopieczni Juana Carlosa Cubilli zakończyli natomiast swój udział w męskim turnieju piłkarskim na fazie grupowej.
W lipcu 2015 Núñez znalazł się w ogłoszonym przez Leonardo Pipino składzie olimpijskiej reprezentacji Panamy U-23 na Igrzyska Panamerykańskie w Winnipeg. Był wówczas głównie rezerwowym – rozegrał wszystkie pięć możliwych spotkań (lecz tylko jedno w pierwszym składzie) oraz strzelił po golu w półfinale z Meksykiem (1:2) i w meczu o trzecie miejsce z Brazylią (1:3). Jego drużyna zajęła ostatecznie czwarte miejsce na męskim turnieju piłkarskim. Dwa miesiące później został powołany na północnoamerykański turniej kwalifikacyjny do Igrzysk Olimpijskich w Rio de Janeiro (uprzednio występował w eliminacjach wstępnych). Rozegrał na nim wszystkie trzy mecze (z czego dwa w wyjściowym składzie) i zdobył bramkę w konfrontacji z Kubą (1:1), a Panamczycy zakończyli swój udział w imprezie na fazie grupowej i nie awansowali na igrzyska.
W seniorskiej reprezentacji Panamy Núñez zadebiutował za kadencji selekcjonera Hernána Darío Gómeza, 6 sierpnia 2014 w przegranym 0:3 meczu towarzyskim z Peru. W styczniu 2017 został powołany na turniej Copa Centroamericana, podczas którego rozegrał trzy z pięciu możliwych spotkań (z czego dwa w wyjściowej jedenastce) i 15 stycznia w wygranym 2:1 pojedynku z Nikaraguą strzelił pierwszą bramkę w dorosłej kadrze. Jego zespół – gospodarz rozgrywek – uplasował się wówczas na drugim miejscu. Pięć miesięcy znalazł się w składzie na Złoty Puchar CONCACAF. Tam pełnił wyłącznie rolę rezerwowego i wystąpił w dwóch z czterech meczów (w obydwóch po wejściu z ławki), natomiast Panamczycy odpadli z turnieju w ćwierćfinale, ulegając Kostaryce (0:1).